# Greenwood (Arkansas)
Greenwood é uma cidade localizada no estado americano de Arkansas, no Condado de Sebastian.

## Demografia
Segundo o censo americano de 2000, a sua população era de 7112 habitantes.
Em 2006, foi estimada uma população de 8240, um aumento de 1128 (15.9%).

## Geografia
De acordo com o United States Census Bureau, a localidade tem uma área de 24,1 km², dos quais 23,8 km² cobertos por terra e 0,3 km² cobertos por água. Greenwood localiza-se a aproximadamente 148 m acima do nível do mar.

## Localidades na vizinhança
O diagrama seguinte representa as localidades num raio de 16 km ao redor de Greenwood.